# Irmscher
Irmscher (volledige naam Irmscher Automobilbau GmbH & Co. KG) is een Duitse tuner en fabrikant, gespecialiseerd in Opel, Chevrolet, Kia en Peugeot. 

## Geschiedenis
Irmscher werd in 1968 opgericht door Günter Irmscher in Winnenden. Irmschers banden met Opel leidden ertoe dat de tuner mocht meehelpen met Opels race- en rallyactiviteiten. Daarnaast hielp Irmscher ook met het ontwikkelen van wagens voor andere merken zoals de Renault Safrane Biturbo.

## Creaties
- De Irmscher GT, geïntroduceerd op de Autosalon van Genève in 1988, was een eigen sportauto met Opel-techniek die gebruik maakte van een 3,6 liter zes-in-lijn.
- In 2008 kwam Irmscher met een aangepaste Opel GT, die in plaats van de 4-in-lijn een 6.0 liter V8 kreeg. Om Irmschers veertigjarige bestaan te vieren kreeg hij de naam 'Opel GT i40'.
- Irmscher bouwde sinds 1993 een eigen replica van de Lotus Seven. Aanvankelijk droeg die de naam 'Irmscher Seventy Seven' maar in 2004 werd de naam gewijzigd naar 'Irmscher 7'. In 2011 werd een elektrische variant genaamd 'Irmscher 7 Selectra' voorgesteld op het Salon van Genève. In 2012 stopte de productie van de 7.

## Galerij

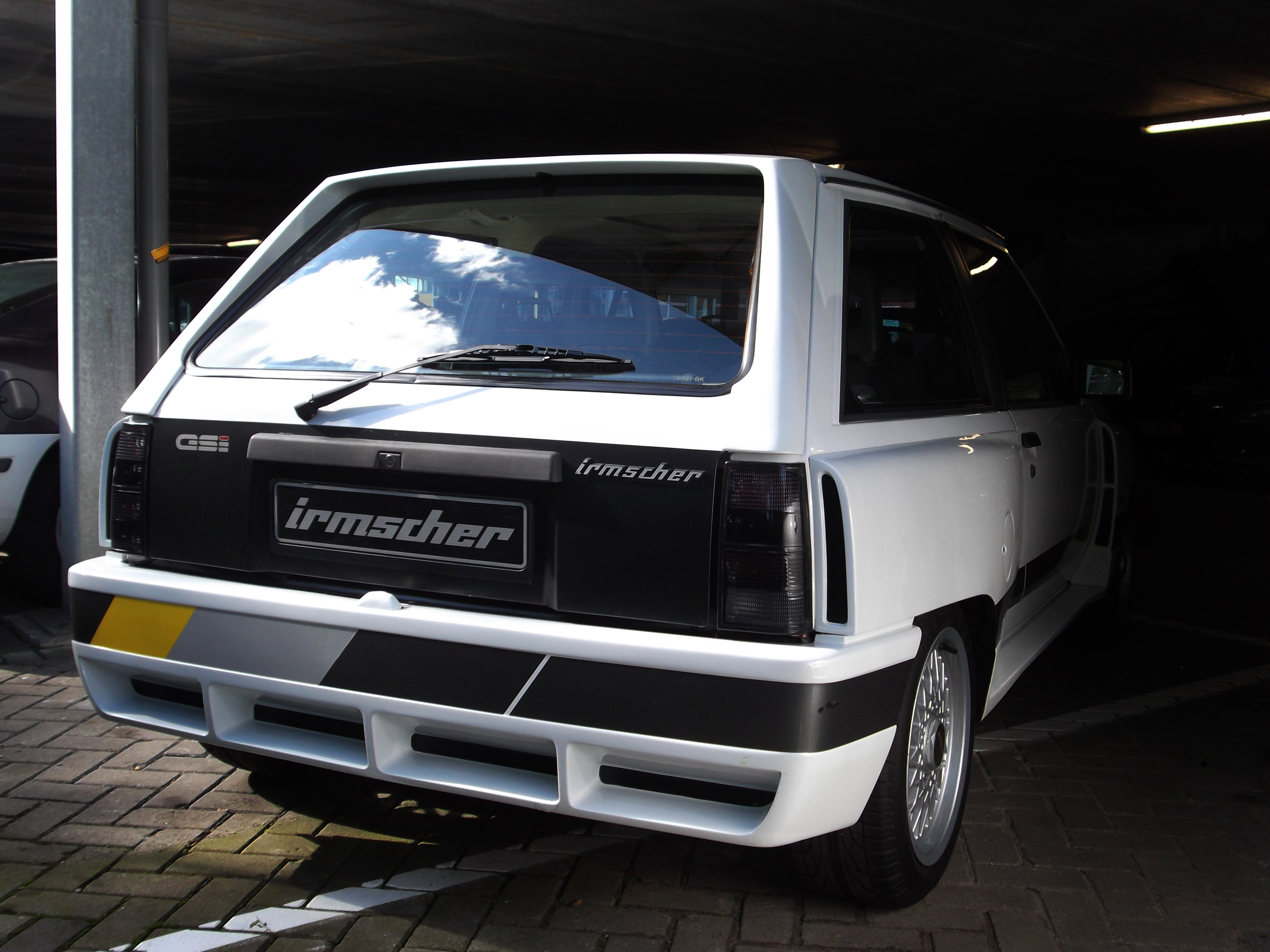
Irmscher Opel Corsa GSI
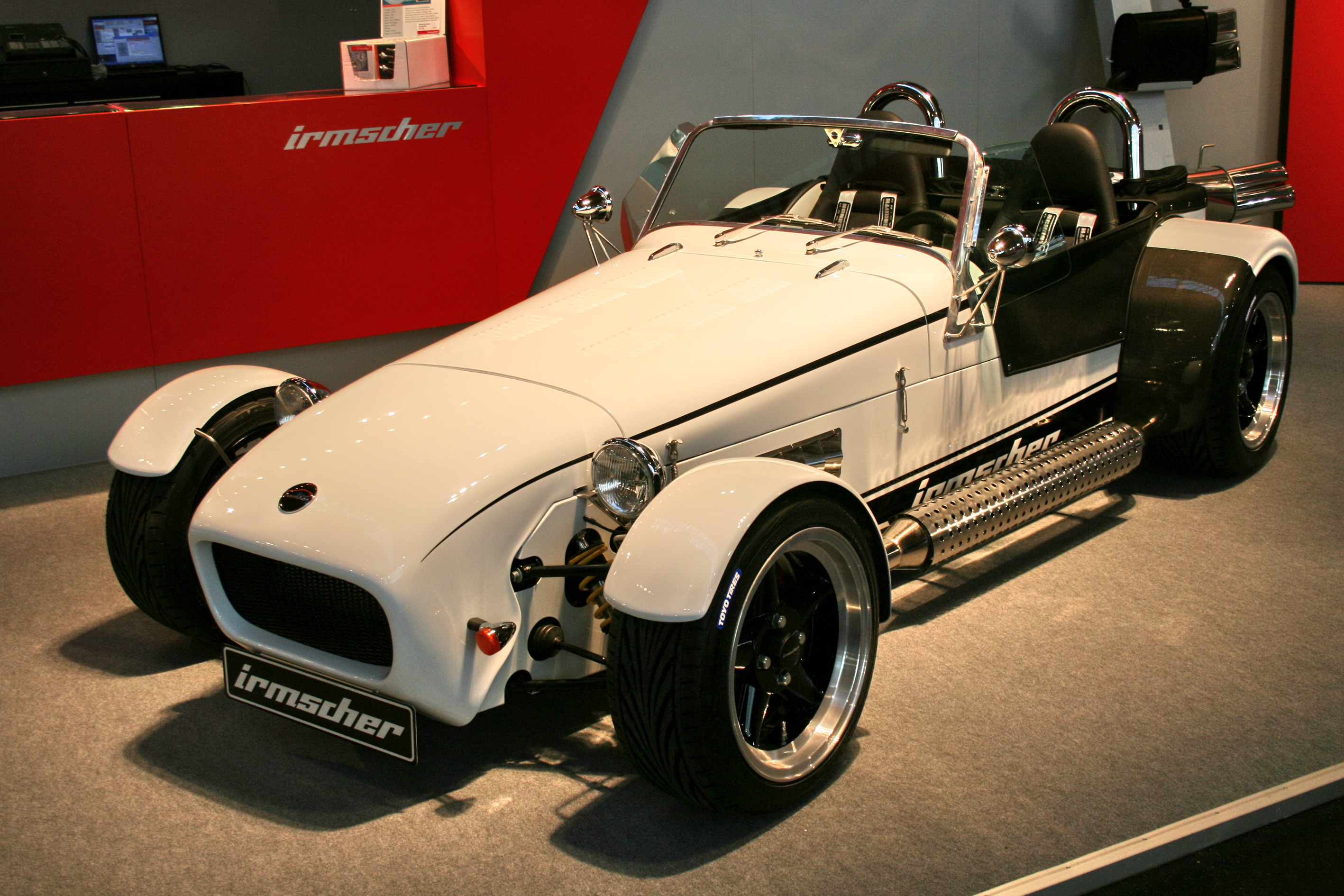
Irmscher 7
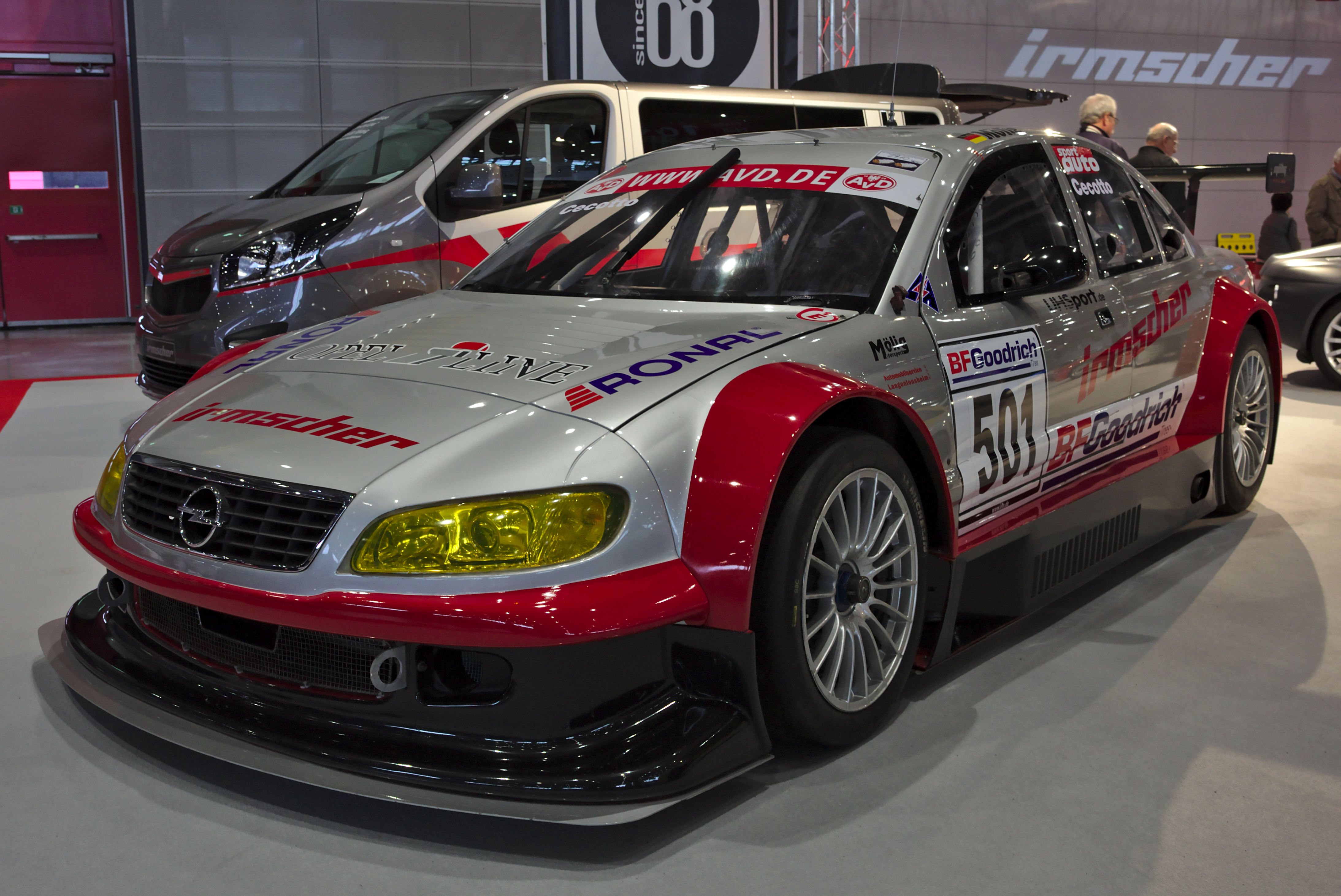
Irmscher Opel Omega B V8 Star
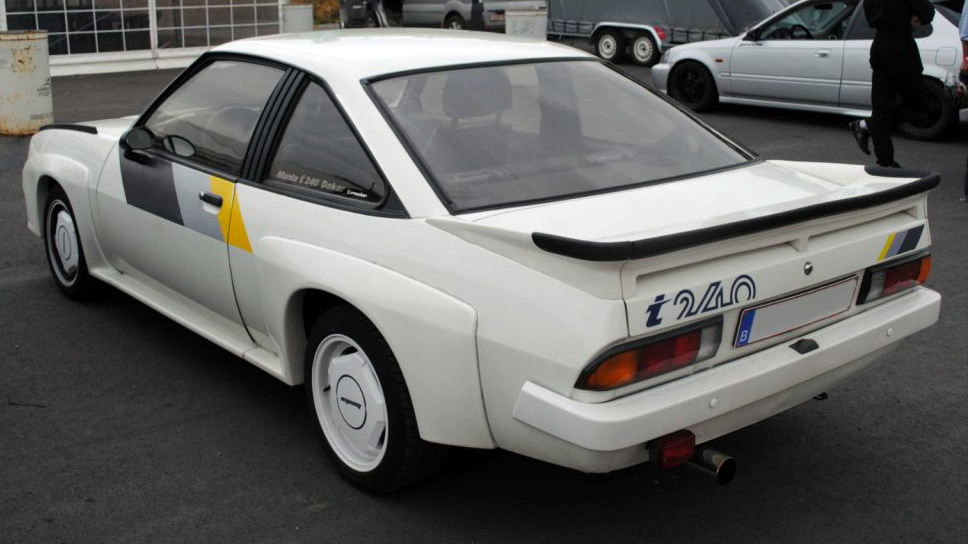
Irmscher i240 Dakar
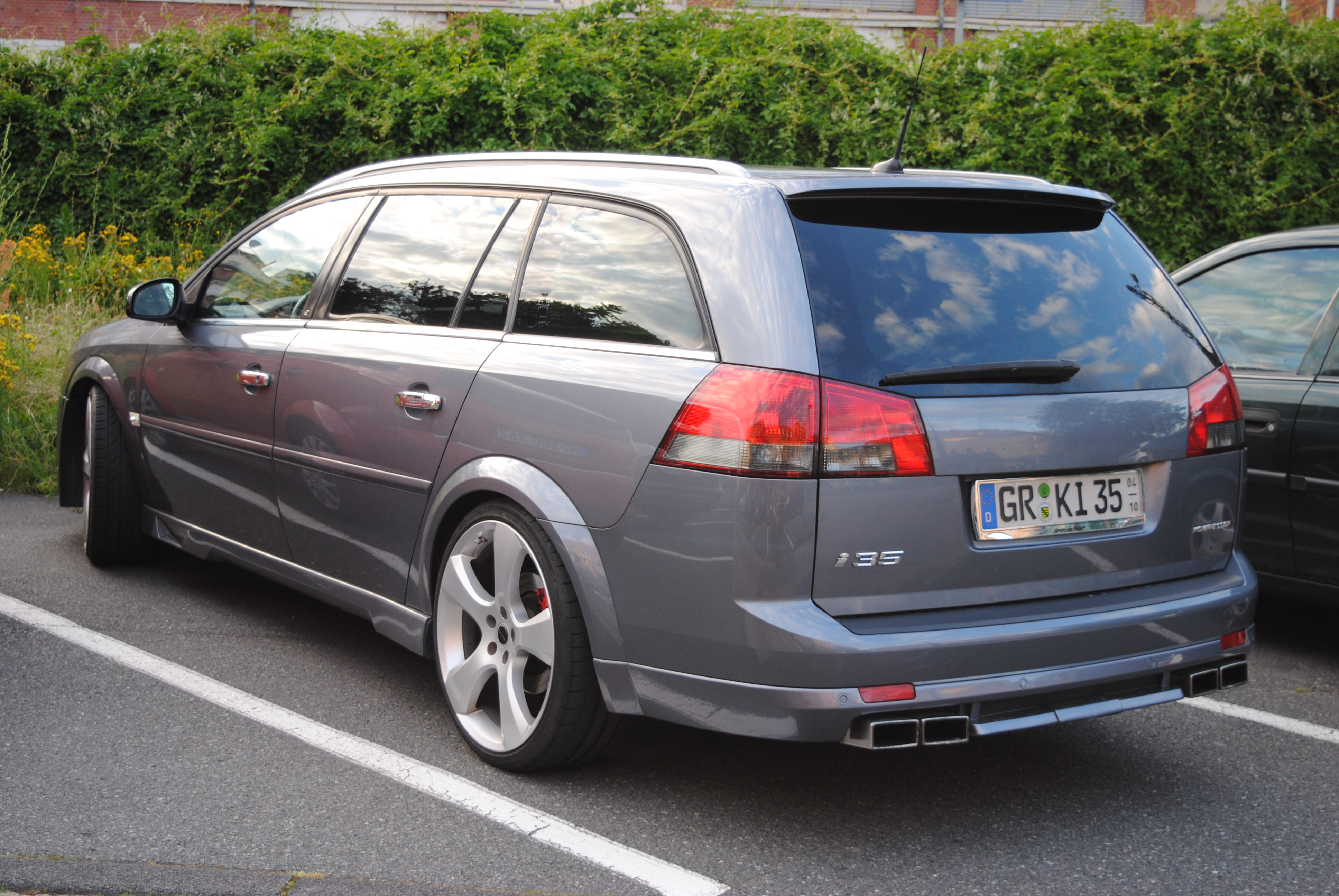
Irmscher Opel Vectra i35
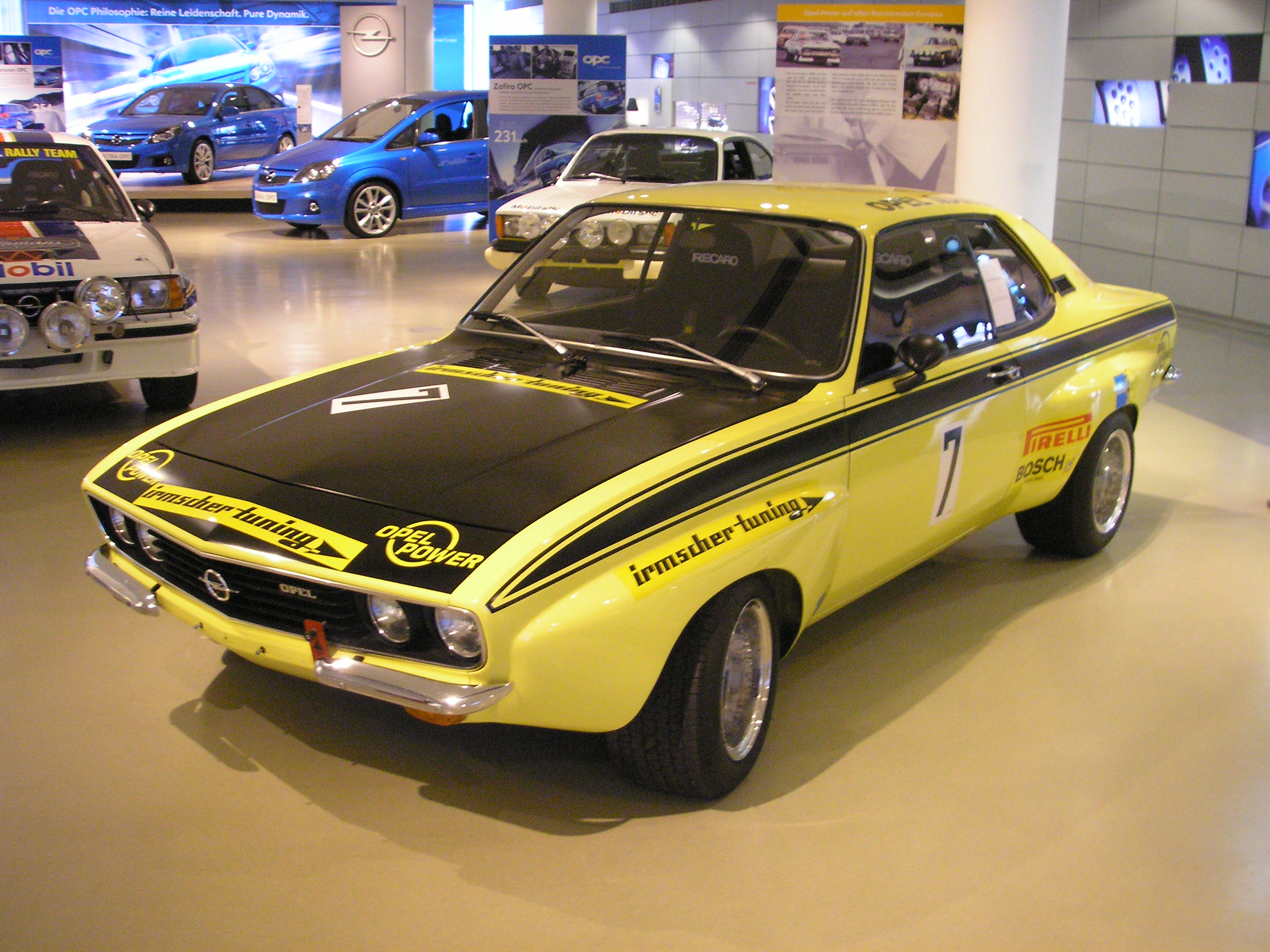
Irmscher Opel Manta A
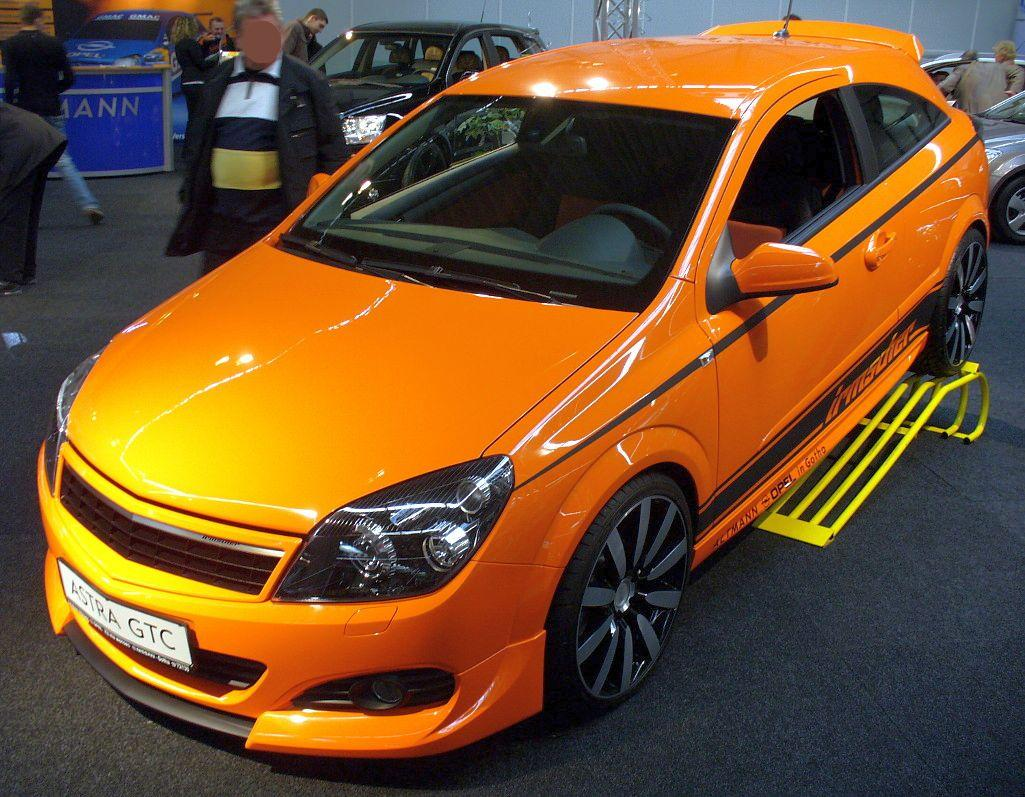
Irmscher Opel Astra GTC
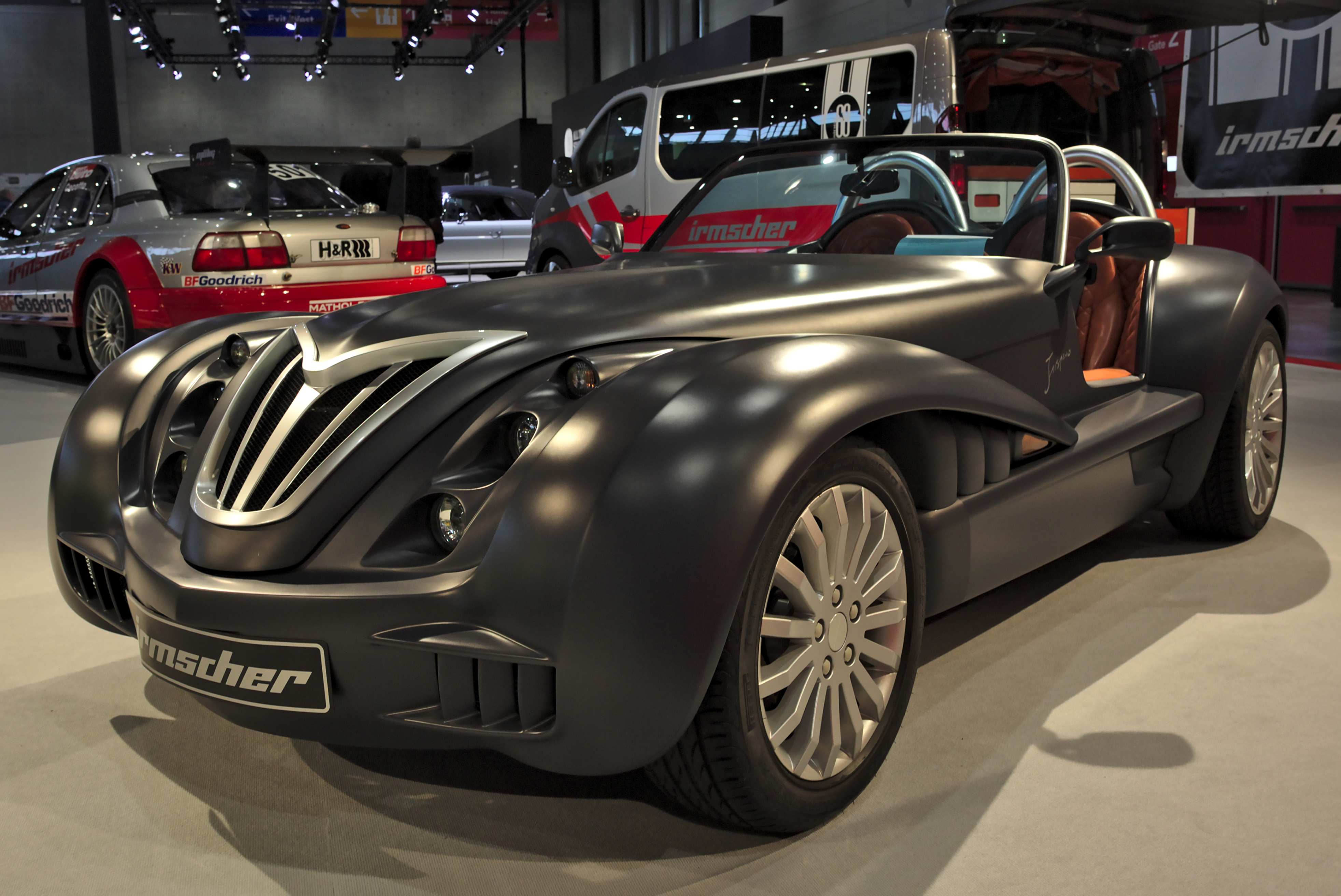
Irmscher Inspiro